# Az Aggteleki-karszt növényzete
Az Aggteleki-karsztot növényzete alapján két, markánsan különböző részre oszthatjuk – ezeket nagyjából a Perkupa–Teresztenye–Aggtelek vonal választja el egymástól. E vonaltól északra (a nyílt karszton) a karsztflóra és a mészkőhegységek mészkedvelő vegetációja a jellemző, ettől délre a meszes kőzeteket fedő, kavicsos üledéktakarón kialakult, savanyú talajok növényzete erősen hasonlít a nyugat-európai csarabos fenyérekéhez. A földtani felépítés – és vele a növényzet ilyetén földrajzi kettéosztása csak nagy vonalakban érvényes: a választó vonaltól délre is találunk több kisebb, a pliocén üledéktakaróba ékelt mészkőpikkelyt, és ezeken a mészkerülő fajokat értelemszerűen mészkedvelő növények váltják fel.

## A nyílt karszt növényzete

### Gyertyános–tölgyes
A nyílt karszt legnagyobb területet borító, klímazonális erdőtársulása a középhegységeink 400–600 m közötti, lankás térszínein megszokott gyertyános–kocsánytalan tölgyes. Ennek lombkoronája idősebb korában (amikor a tölgyek kiemelkednek a gyertyánok közül) kétszintessé válik és jól zár; cserje- és gyepszintje ilyenkor szegényes. A több évszázados, szakszerűtlen erdőhasználat (30–40 éves vágásforduló, rendszeres sarjaztatás) eredményeként azonban a legtöbb ilyen erdőben a tölgy megritkult, és eluralkodott a csokrosan növő gyertyán. A legfontosabb elegyfák:
- közönséges bükk (Fagus sylvatica),
- szil (Ulmus spp.),
- hárs (Tilia spp.),
- juhar (Acer spp.),
- vadcseresznye (Prunus avium).

Az aljnövényzet jellemző fajai:
- odvas keltike (Corydalis cava),
- ujjas keltike (Corydalis solida),
- hagymás fogasír (Dentaria bulbifera),
- bogláros szellőrózsa (Anemone ranunculoides),
- berki szellőrózsa (Anemone nemorosa),
- erdei galambvirág (Isopyrum thalictroides),
- turbánliliom (Lilium martagon),
- madárfészek-kosbor (Neottia nidus-avis),
- fehér madársisak (Cephalanthera damasonium),
- piros madársisak (Cephalanthera rubra),
- kétlevelű sarkvirág (Platanthera bifolia),
- nőszőfű (Epipactis spp.),

### Gyertyános
Gyertyánosok a sziklásabb, sekélyebb talajú részeken alakulhatnak ki. Ezt az erdőtípust a botanikusok a gyertyános–tölgyes sajátos, a Tornai-karsztra jellemző fajtájaként írják le. Gyakori elegyfái:
- kislevelű hárs (Tilia cordata),
- magas kőris (Fraxinus excelsior),
- barkócaberkenye (Sorbus torminalis).

Az aljnövényzetben
- állandóan jelen van:
  - Waldstein-pimpó (Waldsteinia geoides);
- helyenként megjelenik:
  - mérges sás (Carex brevicollis).

## A fedett karszt növényzete

### Cseres–tölgyes
A fedett karszt legnagyobb területet borító, klímazonális erdőtársulása a cseres–tölgyes, ami rendszeresen az alacsonyabb dombokon (250–450 m között) jelenik meg. A nyílt karszton csak elvétve, a mélyebb talajú részeken fordul elő, mert a délnek néző oldalakon rendszerint a melegkedvelő tölgyes helyettesíti. Üde változata Aggtelektől délre, a kavicsháton kialakult, savanyú, nedves talajon nő. Azokon a részeken, ahol a talajvíz szintje viszonylag magas, jellemző elegyfája elegyfája a molyhos nyír (Betula pubescens)
A cserjeszint gyakori fajai:
- közönséges csarab (Calluna vulgaris),
- sváb rekettye (Genista germanica)

a környék fenyérszerű gyepjeiről vándorolnak be az erdőbe.
A gyepszint gyakori fajai:
- hegyi sás (Carex montana),
- fehér pimpó (Potentilla alba),
- keskeny levelű tüdőfű (Pulmonaria angustifolia),
- kereklevelű körtike (Pyrola rotundifolia),
- saspáfrány (Pteridium aquilinum).

A kocsányos tölgy összefüggő foltjaiban jelenik meg:
- nyugati kékperje (Molinia coerulea),
- kornistárnics (Gentiana pneumonanthe),
- buglyos szegfű (Dianthus sciperbus).